# Édouard Fachleitner
Edouard Fachleitner (Santa Domenica d'Albona, Itàlia, 24 de febrer de 1921 - Manosque, 14 de juliol de 2008) va ser un ciclista italià de naixement, però nacionalitzat francès el 23 de juny de 1939.
Fou professional entre 1943 i 1952, aconseguint una vintena de victòries, entre elles la general del Critèrium del Dauphiné Libéré de 1948, el Tour de Romandia de 1950 i una etapa al Tour de França de 1947, edició en què finalitzà en la segona posició final.

## Palmarès
- 1942
  - 1r del Premi de Grenoble
- 1943
  - 1r del Gran Premi de la Indústria de la Bicicleta - Copa Marcel Vergeat
- 1945
  - 1r del Gran Premi d'Armagnac
  - 1r del Gran Premi dels Alps
- 1946
  - 1r del Critèrium d'Aix-en-Provence
  - 1r del Gran Premi de Manosque
  - 1r de l'Ajaccio-Bàstia
  - 1r del Circuit de la Grande Combe
  - 1r del Critèrium de la República del Sud-oest
- 1947
  - 1r del Gran Premi de Manosque
  - 1r del Circuit del Ventor
  - 1r del Souvenir Ferreol a Aix
  - 1r del Premi d'Hautmont
  - 1r del Premi de Valenciennes
  - Vencedor d'una etapa del Tour de França
- 1948
  - 1r del Critèrium del Dauphiné Libéré
- 1950
  - 1r del Tour de Romandia
  - 1r del Gran Premi de Canes

### Resultats al Tour de França
- 1947. 2n de la classificació general i vencedor d'una etapa
- 1948. Abandona (7a etapa)
- 1949. Abandona (17a etapa)
- 1952. Abandona (5a etapa)